# 시지 다쓰야
시지 다쓰야(일본어: 志治 達雄, 1938년 10월 20일 ~ )는 일본의 전 축구 선수이다.

## 국가대표팀 경력
그는 1961년 5월28일 말라야과의 경기에서 일본 국가대표팀에 데뷔, 1득점을 넣었다.

## 통계
| 일본 | 일본 | 일본 |
| 연도 | 출전 | 득점 |
| ---- | ---- | ---- |
| 1961 | 1    | 1    |
| 통산 | 1    | 1    |